# Wiktor Janukowycz (1981–2015)
Wiktor Wiktorowycz Janukowycz, ukr. Віктор Вікторович Янукович (ur. 16 lipca 1981 w Jenakijewem, zm. 20 marca 2015 na wyspie Olchon na jeziorze Bajkał) – ukraiński polityk, poseł do Rady Najwyższej V, VI i VII kadencji, syn Wiktora i Ludmiły Janukowyczów.

## Życiorys
W latach 1998–2003 studiował ekonomię na Donieckim Uniwersytecie Narodowym. Po ukończeniu studiów pracował jako wicedyrektor przedsiębiorstw BK i BK-Inżynirynh. Pełnił obowiązki wiceprzewodniczącego młodzieżówki Partii Regionów. W 2006 uzyskał mandat deputowanego Rady Najwyższej V kadencji z ramienia Partii Regionów. W 2007 i w 2012 wybierany do parlamentu kolejnych kadencji, zasiadał w nim do 2014.
Po ucieczce ojca z Ukrainy nie pokazywał się publicznie. Uzyskał, jak się później okazało, rosyjskie obywatelstwo, i posługiwał się nazwiskiem Dawydow, będącym nazwiskiem panieńskim jego matki. 20 marca 2015 utonął w jeziorze Bajkał, gdy pod kierowanym przez niego samochodem pękł lód. Informację tę potwierdzono oficjalnie trzy dni później.
Wiktor Wiktorowycz Janukowycz był żonaty, miał syna.